# Gottfried Keiser

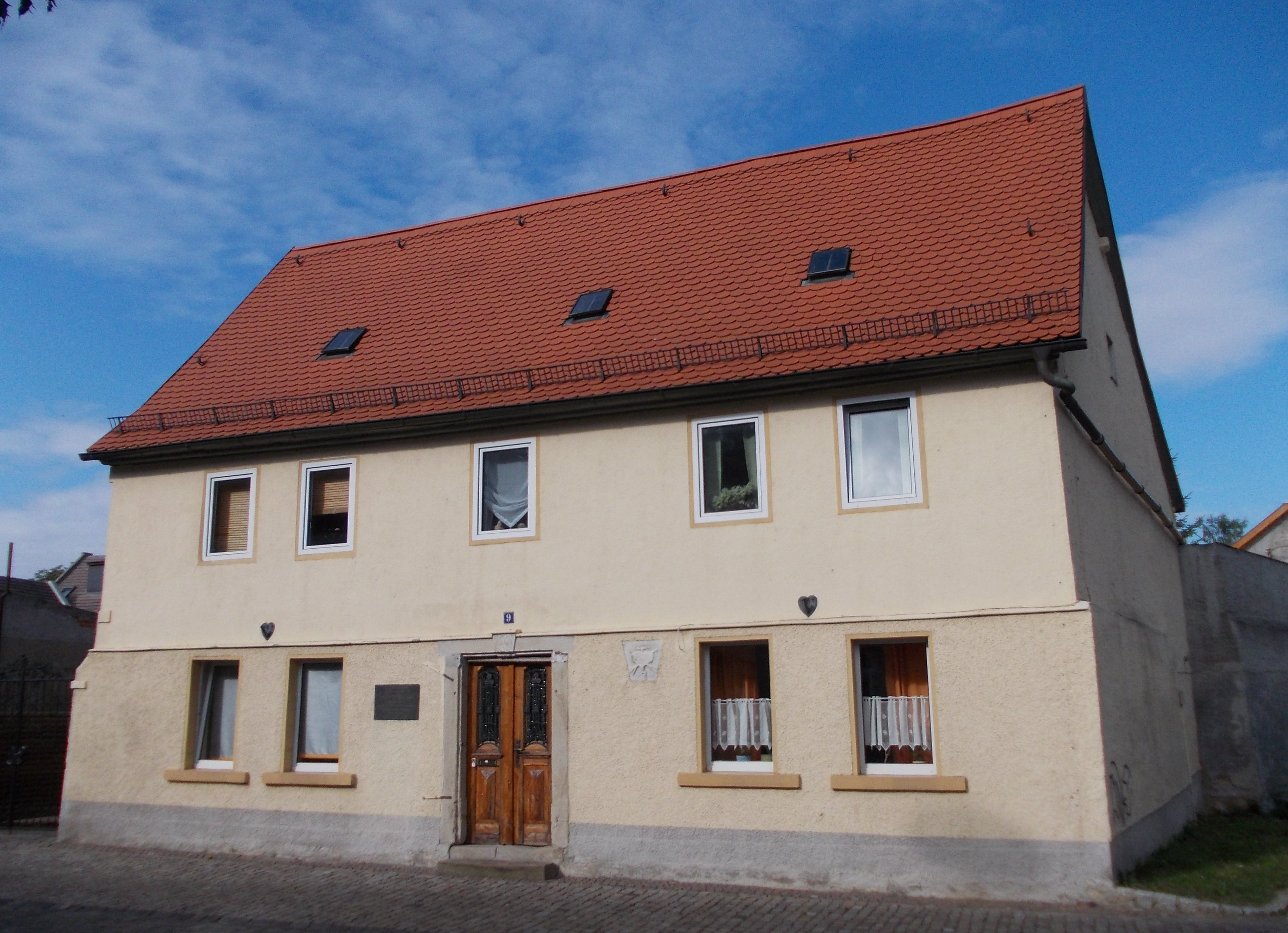
Wohnhaus Keisers und Geburtshaus seines Sohnes Reinhard in Teuchern

Gottfried Keiser (auch Ceiser) (* um 1650 bei Dornburg; † nach 1712) war ein deutscher Komponist und Organist.

## Leben
Gottfried Keiser wurde in der Gegend um Dornburg und Eisenberg geboren. Zwischen 1668 und 1669 zählte er zu den Musikern am Hof des Grafen Heinrich I. Reuß zu Obergreiz. Im Jahre 1671 nahm er eine Organistenstelle in Teuchern an. Er heiratete am 17. September 1673 Agnes Dorothea von Etzdorff († 1732).
Am 16. Januar 1674 wurde sein Sohn Reinhard geboren, der spätere Komponist. Am 10. September 1675 wurde sein zweiter Sohn Gottfried Gustavus getauft. In dem Organistenamt in Teuchern hatte er die Verpflichtung, Unterricht an der Schule zu geben. Wegen geringer Entlohnung und Gehaltsrückständen erteilte er offensichtlich diesen Unterricht nicht und es kam zu Differenzen mit Schulleitung und Kirche. Deshalb verließ Keiser Teuchern und hielt sich ab ca. 1676 beruflich in Norddeutschland (Lübeck und Hamburg) auf, so dass die Erziehung seiner Söhne in den Händen seiner Gattin lag, die in Teuchern verblieb.
Die 1707 von ihm aufgeführte Markuspassion, mit der sich u. a. Johann Sebastian Bach intensiv beschäftigte und die lange Zeit seinem Sohn Reinhard zugeschrieben wurde, könnte von Gottfried Keiser oder auch Friedrich Nicolaus Bruhns stammen.

## Werk
- Markuspassion 1707 (?)
- Ihr meine Gedanken. Arie
- O Du heller Tugendschein. Arie